# Moscow Ladies Open 1994
Розыгрыш Открытого чемпионата Москвы по теннису среди женщин (Moscow Ladies Open) прошёл в московском спорткомплексе «Олимпийский» с 19 по 24 сентября 1994 года. Призовой фонд составил 150 тысяч долларов США.

## Результаты
В финале одиночного разряда болгарская теннисистка Магдалена Малеева со счётом 7–5, 6–1 победила итальянку Сандру Чеккини.
В финале парного разряда россиянки Елена Макарова и Евгения Манюкова со счётом 7-6(6–3), 6-4 обыграли голландку Каролину Вис и итальянку Лауру Голарсу.